# کلونتارف (مینه‌سوتا)
کلونتارف، مینه‌سوتا (به انگلیسی: Clontarf, Minnesota) یک شهر در ایالات متحده آمریکا است که در مینه‌سوتا واقع شده‌است.

## خصوصیات
کلونتارف ۵٫۲۱ کیلومترمربع مساحت و ۱۶۴ نفر جمعیت دارد و ۳۱۸ متر بالاتر از سطح دریا واقع شده‌است.